# Det frie Gymnasium
Det frie Gymnasium er et privat gymnasium i København. Gymnasiet åbnede i 1970 og eksperimenterede (i tidens ånd) med skoledemokrati og alternative undervisningsformer. I tresserne var der med rod i ungdomsoprøret stor interesse og søgen efter nye undervisningsformer og skolestrukturer og i 1968 fandt en lille gruppe af skoleelever og gymnasielærere sammen om at skabe et helt nyt frit gymnasium, der skulle være et alternativ til den bestående gymnasieskole. Ønsket var en demokratisk skole og en helt ny måde at tænke faglighed og pædagogik på. Skoledemokrati skulle være det bærende princip for skolens opbygning med fuld medbestemmelse for alle ansatte og alle elever, ingen karakterer og eksamener, tværfagligt samarbejde samt styrkelse af de kreative fag. Elevernes personlige og sociale udvikling skulle vægtes lige så højt som den intellektuelle udvikling. Ideoplægget var udarbejdet af den såkaldte Højmark-gruppe, der bestod af Jens Højmark-Jensen, kursusstuderende Knud Illeris, adjunkt Vagn Søndergaard, gymnasieelev Søren Rasmussen, stud. mag. Lars Jakob Muschinsky og gymnasieelev Kit Appelt. Socialdemokraten Sigurd Højby, direktør for gymnasiedirektoratet, som satte kursen for moderniseringen af gymnasieskolen, var positivt stemt overfor Højmarkgruppens ide om et nyt gymnasium og skrev et notat til regeringen, hvori han redegjorde for at de seneste års krav om ny skolestruktur, nye undervisnings- og eksamensformer, skoledemokrati og nye hjælpemidler burde afprøves i et slags forsøgsgymnasium. Regeringen nedsatte en arbejdsgruppe den 23 august 1968 (efter besættelsen af Psykologisk Laboratorium d 19 april, bruddet med professorvældet på Københavns Universitet d 24 april og studenterurolighederne på Sorbonnnes universitet i Paris d 3 maj), som skulle komme med forslag til til et forsøgscenter for det gymnasiale undervisningstrin. Arbejdsgruppen foreslog at afvikle de pædagogiske forsøg og forsøgene med skoledemokrati på to skoler for at resultaterne af de to forsøg skulle blive tydeligere. Angående skoledemokratiet fandtes der allerede elevråd siden Den Røde Betænkning (Gymnasiereform fra 1960, der havde moderniseret læseplaner og demokratiseret og fornyet gymnasiet med fokus på at få flere unge til at gå længere i skole og tage en gymnasiel uddannelse). Men selvom elevrådene var blevet etablerede og repræsenterede eleverne, var der fra elevside utilfredshed med denne repræsentative form for demokrati, for eleverne ønskede fuld medbestemmelse på lige fod med rektor og lærerne og derfor ønskede man et forsøgsgymnasium med skoledemokrati. Det andet forsøgsgymnasium, arbejdsgruppen havde i tankerne, skulle arbejde med pædagogiske forsøg som at ophæve mødepligten og give plads til selvstudium og gruppearbejde. På forsøgsskolen skulle der være plads til elevkantine, studiepladser og læsestue, bibliotek og lokaler til elevernes fritidsvirksomhed samt en selvstændig arbejdsplads til hver lærer. Strukturen skulle bryde med det daværende grengymnasium, hvor eleverne hovedsageligt valgte sig ind på en sproglig eller matematisk gren, for eleverne skulle nu selv vælge deres fag. og der skulle eksperimenteres med nye undervisnings- og eksamensformer, mere elevaktivitet og lærerens rolle skulle i højere grad være vejleder og rådgiver. Desuden skulle der eksperimenteres med at opbryde de traditionelle klasseenheder og timeplaner og eleverne skulle udvikle og træne deres evner for tolerance, samarbejde og ligeberettigelse mellem køn, nationer og folkegrupper. Nye fag som psykologi og filosofi skulle etableres. Arbejdsgruppen formulerede ønsket om de to forsøgsgymnasier den 15 dec 1970, men blev mødt med forskellige typer af kritik, som fx at andre ungdomsuddannelser som lærlinge også kunne bruge reformer og de medfølgende investeringer (Socialdemokratiet), og at dette planlagte forsøgsgymnasium ikke ville kunne lede gymnasiet ud over dets traditionelle rolle som borgerlig klasseskole (Erik Sigsgaard, VS) og at forsøgsgymnasiet ikke skulle bestå af elever, der selv valgte gymnasiet som en naturlig følge af deres klassebaggrund, men af gymnasiets naturlige opland (Hanne Reintoft DKP). Demokratiforsøgsgymnasiet blev placeret i Avedøre, som åbnede i 1973 og forsøget kørte frem til 1979/80. Det pædagogiske forsøgsgymnasium i Herlev åbnede i 1976 og der blev eksperimenteret med projektarbejde og alternative strukturer angående faglige niveau-opdelinger indtil 1986. Men Det Fri gymnasium var kommet i gang med at arbejde både med alternative undervisningsformer og andre pædagogiske tiltag og fungerede som en demokratisk skole allerede i 1970, i første omgang i lånte lokaler på Kunstakademiet og senere i lokaler i Gladsaxe, og blev således skolen der virkeliggjorde ideerne fra 1968 i én og samme skole. 
Elevsammensætningen blev et fokuspunkt allerede fra starten af Det Fris oprettelse, for hvem skulle have retten til at blive uddannet i det nye gymnasium? "Ved optagelsen af elever til det første år så bestyrelsen sig ikke i stand til at vælge mellem det betragtelige antal elever der havde meldt sig som interesserede, og besluttede derfor at foretage lodtrækning mellem alle ansøgere, der var kvalificerede iflg. bestemmelserne. Man fandt det umuligt at opstille kriterier for en udvælgelse, skulle man f.eks. vælge de mest bevidste og aktive, som ville kunne støtte gymnasiet, eller skulle man vælge dem som havde mest behov for at gå der, fordi de havde haft svært ved at klare sig andre steder osv.osv. En hvilken som helst sortering af eleverne ville også give en slagside, således at de resultater man evt. opnåede, ville kunne afvises under henvisning til elevklientellets specielle karakter. " ( Det Frie Gymnasiums Førsteårs rapport, 1971, side 14, Det Frie Gymnasiums Støttekreds, Danmarks Pædagogiske Bibliotek). Diskussionen omkring elevsammensætning lever fortsat videre på Det Fri Gymnasium, hvor man ønsker høj  og ambitiøs faglighed, men også rummelighed overfor elever, der kan være udfordrede på forskellig måde og det forventes af alle, at man har   et stærkt engagement i skoledemokratiet.
Skoledemokratiet er blevet fastholdt siden, idet Skolemødet (hvor alle elever, lærere og andre ansatte deltager på lige fod) er skolens øverste myndighed. Elever deltager tillige i en række styrende udvalg, og er med til vigtige beslutninger som f.eks. ansættelser af lærerne. Eleverne er i høj grad med til at påvirke dagligdagen på skolen, blandt andet via udvalgsarbejdet og valg af undervisningsformer og -emner.
Undervisningen følger den almindelige gymnasieundervisning, og er udover almindeligt gymnasium blevet udvidet med HF, HFe samt 8. - 10. klasse. Gruppeeksamener har været et af de træk, der har adskilt gymnasiet fra andre – indtil denne eksamensform blev afskaffet i 2000'erne.
Det frie Gymnasium lå oprindeligt på Krogshøjvej i Bagsværd og herefter på Dambakken i Birkerød. I slutningen af 1980'erne flyttede gymnasiet til København. Her lå det først på Vesterbrogade, og siden på Kronprinsesse Sofiesvej på Frederiksberg og flyttede i 1992 til Møllegade på Nørrebro hvor det har ligget siden. I 2011 erhvervedes desuden Struenseegade 50, ligeledes på Nørrebro. Denne bygning havde hidtil huset Metropolitanskolen.
Et andet kendetegn ved gymnasiet er stor vægt på kreative fag – bl.a. har teaterfag tidligere været tilbudt som høj-niveau-fag. I dag tilbydes en studieretning med musik på A-niveau på stx, og på hf følger mange elever musik, mediefag og design og arkitektur på B-niveau.
Skolen sættes ofte i forbindelse med det autonome miljø omkring det tidligere Ungdomshuset på Jagtvej, eftersom flere af eleverne tilhører dette miljø. Derudover har skolen erklæret sin støtte til alternative og selvstyrende fristeder.
Skolen har de seneste år fået en øget fokus på bæredygtighed. Kantinen serverer vegetarisk og vegansk mad, studierejser besluttede skolemødet i foråret 2019 skulle være uden fly og den karakterfrie hverdag afspejler ønsket om et bæredygtigt skoleliv.

## Kendte lærere
- Jette Gottlieb, politiker, MF (1994-2001) Valgt til Folketinget igen i 2019. underviste ved Det frie Gymnasium i geografi og samfundsfag (1972-1979).
- Mikkel Borg Bjergsø, iværksætter og brygger Mikkeller. Underviser i grundskolen på Det Frie Gymnasium indtil 2009. [5]